# Geranomyia contrita
Geranomyia contrita är en tvåvingeart som först beskrevs av Alexander 1937.  Geranomyia contrita ingår i släktet Geranomyia och familjen småharkrankar. Inga underarter finns listade i Catalogue of Life.